# Torneo de las Cinco Naciones 1931
El Torneo de las Cinco Naciones de 1931 (Five Nations Championship 1931) fue la 44° edición del principal Torneo de rugby del Hemisferio Norte.
El campeón del torneo fue la selección de Gales.

## Clasificación
| Lugar | Selección  | Partidos | Partidos | Partidos  | Partidos | Puntos  | Puntos    | Puntos | Tabla de puntos |
| Lugar | Selección  | Jugados  | Ganados  | Empatados | Perdidos | A favor | En contra | dif.   | Tabla de puntos |
| ----- | ---------- | -------- | -------- | --------- | -------- | ------- | --------- | ------ | --------------- |
| 1     | Gales      | 4        | 3        | 1         | 0        | 74      | 25        | +49    | 7               |
| 2     | Escocia    | 4        | 2        | 0         | 2        | 47      | 44        | +3     | 4               |
| 3     | Irlanda    | 4        | 2        | 0         | 2        | 17      | 28        | -11    | 4               |
| 4     | Francia    | 4        | 2        | 0         | 2        | 24      | 54        | -30    | 4               |
| 5     | Inglaterra | 4        | 0        | 1         | 3        | 48      | 59        | -11    | 1               |

## Resultados
| 1 de enero | Francia | 3 - 0 | Irlanda | París, |  |

| 17 de enero | Inglaterra | 11 - 11 | Gales | Londres, |  |

| 24 de enero | Escocia | 6 - 4 | Francia | Edimburgo, |  |

| 7 de febrero | Gales | 13 - 8 | Escocia | Cardiff, |  |

| 14 de febrero | Inglaterra | 5 - 6 | Irlanda | Londres, |  |

| 28 de febrero | Gales | 35 - 3 | Francia | Swansea, |  |

| 28 de febrero | Irlanda | 8 - 5 | Escocia | Dublín, |  |

| 14 de marzo | Irlanda | 3 - 15 | Gales | Belfast, |  |

| 21 de marzo | Escocia | 28 - 19 | Inglaterra | Edimburgo, |  |

| 6 de abril | Francia | 14 - 13 | Inglaterra | París, |  |

## Premios especiales
- Copa Calcuta:  Escocia